# Verneuil, Cher

Verneuil este o comună în departamentul Cher, Franța. În 1 ianuarie 2022 avea o populație de 35 de locuitori.